# Daniel Pandelé
Daniel Pandelé (né le 24 décembre 1961 au Bouscat,) est un coureur cycliste français, actif des années 1970 à 1990.

## Biographie
Daniel Pandelé naît d'une mère espagnole et d'un père chaudronnier. Il commence le cyclisme durant sa jeunesse à l'US Bouscat, sur ses terres natales. Il intègre ensuite le CAM Bordeaux en 1976, alors qu'il évolue en catégorie cadets (moins de 17 ans). Il reste fidèle à ce club durant vingt années. 
Durant sa carrière, il s'illustre sur piste en remportant sept titres de champion de France et trente-deux titres de champion d'Aquitaine. Il participe aussi à plusieurs reprises aux championnats du monde, sous les couleurs de l'équipe de France. Sur route, il remporte notamment une étape du Tour de l'Uruguay en 1991. Il obtient par ailleurs de bons résultats sur des éditions du Tour de Gironde et du Tour des Landes.  
En 1992, il représente la France lors des Jeux olympiques de Barcelone. Avec ses coéquipiers tricolores, il se classe onzième de la poursuite par équipes. Il continue la compétition jusqu'en juillet 1995, avant de mettre un terme à sa carrière.

## Palmarès sur route
- 1985
  - Champion de Gironde sur route
  - Une étape du Tour de Gironde
- 1987
  - Royan-Blaye
  - 2e du championnat d'Aquitaine sur route
  - 3e du Tour de Gironde
- 1989
  - Champion de Gironde sur route
- 1990
  - Flèche Landaise
  - 2e du Tour des Landes
- 1991
  - Champion d'Aquitaine des sociétés[n 1]
  - 4e étape du Tour de l'Uruguay
  - 2e de Royan-Blaye
- 1992
  - Grand Prix du CA Béglais
  - 3e du Tour des Landes
- 1994
  - Circuit du Marensin

## Palmarès sur piste

### Jeux olympiques
- Barcelone 1992
  - 11e de la poursuite par équipes

### Championnats du monde
- Stuttgart 1991
  - 8e de la poursuite par équipes

### Championnats du monde juniors
- Buenos Aires 1979
  -  Médaillé d'argent de la poursuite par équipes

### Championnats nationaux
- 1978
  -  Champion de France de poursuite par équipes juniors (avec Jean-Claude Ballion, François Bidou et Éric Robertou)
- 1981
  -  Champion de France de poursuite amateurs
- 1987
  -  Champion de France de poursuite par équipes (avec Bruno Bannes, Michel Cortinovis et Stéphane Dief)
- 1988
  -  Champion de France de la course aux points amateurs[3]

### Autres compétitions
- 1992
  - 2e des Six Jours de Nouméa (avec Dominique Péré)